# Masaki Yokotani
Masaki Yokotani (jap. 横谷 政樹 Yokotani Masaki; ur. 10 maja 1952) – były japoński piłkarz, reprezentant kraju.

## Kariera klubowa
Od 1975 do 1986 roku występował w klubach: Hitachi i All Nippon Airways.

## Kariera reprezentacyjna
W reprezentacji Japonii zadebiutował w 1974. W reprezentacji Japonii występował w latach 1974-1977. W sumie w reprezentacji wystąpił w 20 spotkaniach.

## Statystyki
| Reprezentacja Japonii | Reprezentacja Japonii | Reprezentacja Japonii |
| Rok                   | Mecze                 | Gole                  |
| --------------------- | --------------------- | --------------------- |
| 1974                  | 1                     | 0                     |
| 1975                  | 10                    | 0                     |
| 1976                  | 6                     | 0                     |
| 1977                  | 3                     | 0                     |
| Razem                 | 20                    | 0                     |